# Vuelta a Río Grande del Sur
La Vuelta a Río Grande del Sur (oficialmente: Volta Ciclística Internacional do Rio Grande do Sul) es una competición de ciclismo por etapas que se disputa durante el mes de abril en el estado de Río Grande do Sul, Brasil. Fue conocida hasta el 2011 como Vuelta Ciclística Internacional de Gravataí.
Bajo en nombre Vuelta de Gravataí, la competencia constó de 4 o 5 etapas iniciando y finalizando su recorrido en la ciudad de Gravataí, en el área metropolitana de Porto Alegre. Contaba por lo general con una etapa de montaña que culmina en Cambará do Sul.
La primera edición se corrió en 2001 siendo una competencia completamente amateur. A partir de la 6.ª edición (disputada en 2009), fue incluida en el calendario internacional del UCI America Tour en la categoría 2.2. En 2012 y 2013, la prueba no se disputó y fue relanzada en 2014 bajo el nombre Vuelta a Río Grande del Sur. El formato continuó siendo de 5 etapas

## Palmarés
- Nota: Sólo ediciones en que ha sido puntuable para el calendario internacional

| Año                         | Ganador             | Segundo                 | Tercero            |
| --------------------------- | ------------------- | ----------------------- | ------------------ |
| Vuelta de Gravataí          |                     |                         |                    |
| 2009                        | Ramiro Cabrera      | Flavio Cardoso          | Eduardo Pinheiro   |
| 2010                        | Jaime Castañeda     | Juan Pablo Suárez       | Antonio Nascimento |
| 2011                        | Renato Seabra       | José Eriberto Rodrígues | Antonio Nascimento |
| 2012-2013                   | No se disputó       | No se disputó           | No se disputó      |
| Vuelta a Río Grande del Sur |                     |                         |                    |
| 2014                        | José Luis Rodríguez | Óscar Sánchez           | Gregolry Panizo    |
| 2015                        | Byron Guamá         | William Chiarello       | Renato Ruiz        |
| 2016                        | Murilo Ferraz       | Kleber Ramos            | Alan Maniezzo      |

## Palmarés por países
| País     | Victorias |
| -------- | --------- |
| Brasil   | 2         |
| Colombia | 1         |
| Uruguay  | 1         |
| Chile    | 1         |
| Ecuador  | 1         |